# Сан Ђулијано (Кунео)
Сан Ђулијано је насеље у Италији у округу Кунео, региону Пијемонт.
Према процени из 2011. у насељу је живело 10 становника. Насеље се налази на надморској висини од 727 м.